# Várzea da Palma
Várzea da Palma este un oraș în Minas Gerais (MG), Brazilia.